# Echinodontium ryvardenii
Echinodontium ryvardenii är en svampart som beskrevs av Bernicchia & Piga 1998. Echinodontium ryvardenii ingår i släktet Echinodontium och familjen Echinodontiaceae.   Inga underarter finns listade i Catalogue of Life.